# 彼得·布鲁姆
彼得·布鲁姆（Peter Blume，1906年10月27日—1992年11月30日）是一位美国画家、雕塑家。 他的作品中含有民俗艺术、精确主义、巴黎纯粹主义、立体主义、超现实主义等元素。

## 生平
1906年，布鲁姆生于俄罗斯斯莫尔贡（今属白俄罗斯）的一个犹太家庭，1912年与家人移民到纽约，在布鲁克林定居。他在教育联合会、学院艺术设计学校和纽约艺术学生联盟学习艺术，在1926年创建了自己的工作室。他与拉斐尔·索耶和艾萨克·索耶一起受训，与查尔斯·丹尼尔一起参展，并受到洛克菲勒家族赞助。1931年，他与格蕾丝·道格拉斯结婚，但无子嗣幸存。在1948年，布隆被选举进入国家设计学院作为准会员，并在1956年成为正式会员。

## 作品
作为一个文艺复兴技法的崇拜者，布鲁姆先创作样稿草图，再正式于画布上作画。 1932年他获得了古根海姆奖金，并在意大利度过一年。 他第一次进入公众视野是在1934年，作品《南斯克兰顿》获得卡内基学院国际展览一等奖。这幅画的灵感来自一次跨越宾夕法尼亚的旅行，和一辆需要频繁维修的老汽车。作品《永恒城市》 (1934-1937)充满政治意味，描绘了墨索里尼像盒中玩偶一样从竞技场中跳出；作为单人、单幅绘画的展览，这次展示引起了评论界和观众的极大注目。
布鲁姆为美国财政部的绘画与雕塑部门工作，至少完成了两座邮局的壁画，分别在纽约州的杰尼瓦市和宾夕法尼亚州的卡农斯堡市。
布鲁姆经常同时描绘毁坏与重建。 石头和梁柱经常出现于他的作品；作品《岩石》（1944－1948）被观众解读为第二次世界大战后复兴的象征。《回忆的洪水》（1969）描绘了1966年佛罗伦萨阿诺河洪水的受害者和正在工作的修复者。《蜕变》（1979）中援引的希腊传说中的丢卡利翁和皮拉在地球大洪水后使人类繁衍的故事。

## 延伸阅读
- Cozzolino, R. (2015). Peter Blume: nature and metamorphosis. Philadelphia, PA: University of Pennsylvania Press. ISBN 978-0-943836-42-3
- Harnsberger, R.S. (1992). Ten precisionist artists : annotated bibliographies [Art Reference Collection no. 14]. Westport, CT: Greenwood Press. ISBN 0-313-27664-1
- Trapp, F. (1987). Peter Blume. New York: Rizzoli. ISBN 0-8478-0854-8